# Норман Борлоуг
Норман Ернест Борлоуг (англ. Norman Ernest Borlaug, 25 березня 1914 — 12 вересня 2009) — американський агроном, генетик і фахівець із патології рослин. Відомий, як батько Зеленої революції.
Лауреат Нобелівської премії миру 1970 року за його внесок у рішення продовольчої проблеми, особливо за здійснення «зеленої революції». Її суть полягала у виведенні нових високопродуктивних і загартованих сортів пшениці (потім і рису), які дозволяли вже в перший рік домогтися подвоєння її врожаю. Шість латиноамериканських, вісім близькосхідних і дві азійські країни одержали вигоду від застосування програми Борлоуга.
Сам учений вважає «зелену революцію» лише тимчасовим успіхом, що дозволяє людству відсапатися, щоб не думати про загрозу голоду. Він якось сказав: «Одна з найбільших загроз людству в наші дні виходить від всеосяжної й добре замаскованої бюрократії».

## Життєпис
Норман Борлоуг — нащадок норвежців, які емігрували до США в 1854. Він був старшим з чотирьох дітей у сім'ї фермерів Генрі (1889—1971) і Клари (1888—1972) Борлоугів. Три його молодші сестри: Пальма Ліліан (1916—2004), Шарлота (нар. 1919), Хелен (1921—1921). З семи до вісімнадцяти років він працював на сімейній фермі біля містечка Креско.
У 1933 Борлоуг поступив в університет Міннесоти. Під час навчання доводилося підробляти. Наприклад, в 1935 році він працював у Цивільному корпусі з охорони довкілля. Після здобуття ступеня бакалавра в 1935—1938 роках працював лісником у Массачусетсі і Айдахо. У 1937 Борлоуг одружився з Маргарет Г. Гібсон. Завдяки викладачу університету Елвіну Чарльзу Стакмену Борлоуг зацікавився фітопатологією, і в 1942 захистив дисертацію з грибкових захворювань льону.
З 1942 по 1944 роки Борлоуг працював в хімічній компанії DuPont в Вілмінгтоні (Делавер), де займався дослідженнями в галузі виробництва фунгіцидів і бактерицидів для сільського господарства. Після нападу на Перл-Гарбор Борлоуг намагався вступити на військову службу, але його кандидатура була відхилена. Його лабораторія почала виконувати військові замовлення.
У 1940 в Мексиці до влади прийшов президент Мануель Авіла Камачо, адміністрацію якого турбував неврожай у країні. Мексиканці звернулися по допомогу до Фонду Рокфеллера. У 1944 Фонд направив до Мексики групу агрономів під керівництвом Джорджа Гаррара, в яку як фітопатолог і генетик входив і Борлоуг. У Мексиці вчений залишався дванадцять років, займаючись селекцією нових високоврожайних сортів пшениці для країни, яка в той час, в основному, купувала пшеницю за кордоном. Борлоуг схрещував місцеві сорти з карликовими сортами з Японії.
Мексиканським досвідом зацікавилися в інших країнах. У 1959 Борлоуг побував у Пакистані, в 1963 — в Індії. До Індії були відправлені насіння створених Борлоугом високоврожайних сортів — Сонора 64, Лерма Рохо. Нові сорти використовувалися в латиноамеринских, близькосхідних і африканських країнах. Дослідники Міжнародного дослідницького інституту рису на Філіппінах за прикладом групи Борлоуга вивели напівкарликовий сорт рису. У 1965 Борлоуг очолив Міжнародну програму поліпшення пшениці, яка була частиною Міжнародного центру поліпшення кукурудзи і пшениці (Centro Internacional de Mejoramiento de Maíz y Trigo, або CIMMYT).
Діяльність Борлоуга здобула всесвітнє визнання. 8 березня 1968 колишній директор Агентства США з міжнародного розвитку Вільям Гауді назвав події, що відбуваються в сільському господарстві, Зеленою революцією, протиставляючи їх «червоній революції» в Росії і «білій революції» в Ірані . 21 жовтня 1970 Норману Борлоугу була вручена Нобелівська премія миру з формулюванням «За внесок у вирішення продовольчої проблеми, і особливо за здійснення Зеленої революції». У Нобелівської лекції вчений підкреслював, що «Зелена революція була тимчасовим успіхом у боротьбі проти голоду та поневірянь, вона дала людям перепочинок» (The green revolution has won a temporary success in man's war against hunger and deprivation; it has given man a breathing space).
У 1970-х робота Борлоуга була піддана критиці з боку екологів. Зокрема, були негативно оцінені застосування хімічних добрив і пестицидів таких, як ДДТ.
У 1979 Борлоуг пішов з посади директора Міжнародної програми поліпшення пшениці, хоча до самої смерті залишався науковим консультантом CIMMYT. З 1984 він викладав в університеті «Ей-енд-Ем» у Техасі. У 1986 Борлоуг заснував Всесвітню продовольчу премію. У 2000—2001 недовгий час діяв заснований Борлоугом Інтернет-університет для людей, що працюють у сільськогосподарській та харчовій промисловості.
Завдяки зеленій революції виробництво їжі у всьому світі збільшилося удвічі з 1960 по 1990 роки. У Пакистані і Індії, двох країнах, де інновації землеробства упроваджувалися масштабніше за інших, урожай зерна збільшився в чотири рази за аналогічний період.
У 2006 році вийшла в світ книга про Нормана Борлоуга під назвою «Людина, що нагодувала весь світ».
У 2006 нагороджений найвищою нагородою США Золотою медаллю Конгресу.
Помер Норман Ернест Борлоуг 12 вересня 2009 у Далласі від ускладнень від раку.

## Виноски
1. ↑  Deutsche Nationalbibliothek Record #140379703 // Gemeinsame Normdatei — 2012—2016.
2. ↑  NNDB — 2002.
3. ↑  http://czlonkowie.pan.pl/czlonkowie/sites/WynikiWyszukiwania.html?s=BORLAUG,%20Norman%20Ernest%20
4. ↑  twas.org
5. ↑  Текст промови Вільяма Гауда [Архівовано 18 січня 2016 у Wayback Machine.](англ.)
6. ↑  Норман Борлоуг. Нобелівська лекцяя [Архівовано 26 жовтня 2009 у Wayback Machine.](англ.)